# 南拳
南拳泛指中國南方，特別指福建及廣東，於明末清初後形成之武術門派。

## 發源地
有明一代，中國沿海，皆有倭寇（日本有組織之海盜）為患，大將戚繼光和俞大猷曾經駐紮於閩中莆田福清一帶。當地僧人以鐵棍迎擊倭寇。俞大猷教授俞公棍訓練軍隊、戚繼光以教授士兵手持狼筅、標槍、腰刀組成的鴛鴦陣對付倭寇。拳經捷要篇卷十四，更附有改良至太祖長拳之卅二勢。戚繼光離去後，留下了之拳種及鍛鍊士兵的方法。
傳說經歷鄭成功之洪門時期，派出五名高級將領進入南中國各地，開山立堂，廣收反清義士，教授拳術及兵器使用方法等。最後發展成百花齊放及多個門派之南方武術（功夫）。

### 沿變
清順治五年，清軍在福建省，特别是福清、莆田、永春三地屠戮南明支持者。故洪門拳術沿於閩中，鴉片戰爭時，廣東發展出洪拳。廣東洪兵起義後，改稱永春拳。大成國李文茂失敗之後，三合會時，又稱少林拳。中華人民共和國成立後，通稱南拳。改革開放後，變更回永春拳、但現在的永春拳是集多個拳種大匯聚而成。

## 南少林寺
中國南少林武術之發沿地。唐朝從河南嵩山少林寺分枝到福建。明朝戚繼光將軍帶入太祖長拳系及其他拳術。

### 火燒（南）少林寺之概念
有關火燒（南）少林寺的傳說，記錄於晚清時廣州三合會的祕密會冊中．相信是根據當時的歷史而套上明末洪門的資料演變而寫成的。
太平天國時，發動兩廣（特別在大城市，如廣州及佛山）的大武術團體中成立堂口，並傳出火燒（南）少林寺的傳說、說當時的不同門派都源出福建少林寺之少林五老，目的是將原來不團結的武術團體組織一起，共同反清。
坊間或一些習武人士誤以為出現在慈禧太后時期的一本廣東民間通俗武術小說《萬年青》之人物少林五老便是「洪門五祖」。

### 晚清時廣州三合會的祕密會冊資料
- 西魯事件——林則徐組織民間團練協助官方搜尋英國人走私鴉片的證據，並首先以水勇屯守香港及珠江海域以防英艦入侵。但林則徐被免職後，他們（洪門子弟）亦被波及。
- 火燒（南）少林寺——指火燒佛山瓊花會館。
- 馬寧兒——出賣三合會之第七號人物（二五仔）。

### 不同時期之洪門歷史傳說
- 最早的天地會會冊，於1811年（嘉慶16年）出現之姚大羔本《西魯傳說》中，帶領眾僧結盟的人叫「萬提起（喜）」（法號雲龍）和尚，（即乾隆時之天地會領袖）沒有火燒少林寺的情節。
- 但往後的版本《西魯敘事》則變成雍正十三年，由鄧勝領軍，串通少林叛徒馬福儀火燒少林寺，燒死一百一十人。
- 其實台灣鄭克塽投降後，洪門名存實亡，分成多個分會。其中乾隆時之天地會領袖萬提喜（雲龍和尚|萬雲龍），在閩中及台灣一帶活動，懷疑集結於福建莆田福清一帶，為清所消滅。
- 在《西魯序》中，出現鄭君達之情節。康熙時，少林寺被逐車夫馬寧兒，引領清庭官吏張建秋率兵將寺焚毀。
- 清未廣東三合會祕密會冊，少林叛逆馬寧兒，演變成寺內第七號人物，出賣（南）少林寺之情節。(三合會相信早於1858年英法聯軍佔領廣州前成立，其會薄說在1848年由漁民撈獲，故三合會會薄之隱語叫海底。)
- 後來坊間人事誤以為傳說中之「洪門五祖」即小說人物南「少林五老」，火燒南少林寺後，五枚至善等人逃出，分別於中國南方招收門徒，導致南方武術百花齊放。廣東洪、劉、蔡、李、莫；福建永春；佛山詠春；佛山戲班紅船等等。
- 真實的情況是不論由有組織之洪門到成盤散沙的地方組織，他們的背景都是反清組織或及後演變成反地區政府的社團，都是不合法的，他們的領袖必須隱名或以假身分出現，加上清朝前期明令漢人不可習武，所以導致南拳始祖之神話多多。

## 廣東南拳之可信歷史
鴉片戰爭後，合廣東各地方的拳術，本無系統，通稱洪拳。
鴉片戰爭時，本為福建人的林則徐在廣東三江入口各要塞訓練鄉勇及水勇、建立鄰近鄉鎮團練等。留下了：－(1)珠江出海口中山的劉家拳、（2）東江入口番禺（虎門）的蔡家拳、（3）西江入口新會（江門）的李家拳、與及（4）珠江口東莞的莫家拳。
後來有陳享於兩廣各地開設44所洪勝武館，由各地著名武師長教、故通稱洪拳、即老洪拳。因洪字為清庭忌諱，對外則稱為佛（山）拳，1849年開始，兩廣旱災出現洪兵盜賊，而佛山的洪門組織三合會、由廣東東江，廣東佛山至肇慶西江的社團聯絡組成，被清庭追捕，他們只好改稱（南）少林子弟，其拳（洪兵所習的拳術-由五系組成-五形拳）為少林拳（其實與嵩山少林寺絲毫不相干）。
由於陳享所收集來自不同家系的拳術，自己將其融會而創造了八卦拳。其後人張炎再系統化，而最先使用蔡李佛之名稱。
中共建國後，管制兩廣拳術，創作建身表演套路-『南拳』。經過廿多年、改革開放後，再重新整理，改稱永春拳。永春拳不同於梁贊整理而成有系統的詠春拳。詠春拳宗師葉問因為49年後來到香港授拳，所以得以保存其完來的系統。

### 背景
新会在清同治初年起工商业得到了迅速发展，谷栏、猪栏、果菜栏、海味行、油糖行、烟丝行、杉竹业、当押业、钱银业等等百业兴盛，行栏会馆不断出现。会城以葵业为最大宗，县内的江门港成为各行业货物集散中心，有利各類武馆发展。
最初清政府是禁止民间练武的，但自鴉片戰爭及自太平天国后，在在需要兵員補充。清庭，实行征调乡兵和召募兵員，造成乡村的练兵热潮。而地方乡绅富商、还乡官 僚兴办乡兵团练，维护各乡治安及自身利益。中下层人民，加入武馆好像有了靠山，不易被人欺侮，练武成为在社会上安身立命的需要。而上层社会，尤其业主、商人，也需要武馆保护自己怕利益，其体弱子弟，多数送去练武强身。
广东自古已有武术流传，至明代更有完整的拳械套路。

### 鴉片戰爭（1840年） 與團練
不同家系拳術得以合流--形成洪拳之五拳系
由於清朝之鎖國政策，引起英國在華之貿易入超非常嚴重，英國商人終於以可以令人上引之鴉片輸華，贏得可觀利潤。但感國人受毒害，最終導致林則徐虎門銷煙。林則徐知道英國人會用軍艦攻粵報復，一早已經組織好廣東各鄉鎮地區之民兵團，特別是三江流域及海岸，屯守海衛，稱為團練。此舉使到廣州鄰近之地方拳術得以快速發展。當時的地方拳術有香山劉家拳（福建五拳系）、番禺蔡家拳（十字偏身掛掃拳－東江鶴拳系）、新會李家拳（福建五拳系）、東莞莫家拳（福建鶴拳系）及佛山洪門組織的佛家拳（老洪拳）。

#### 三元里抗英事件（1840年5月下旬）
道光二十一年四月，奕山與英國人訂立《廣州和約》。英軍駐守在廣州城北的四方炮台，鄰近三元里、是個有幾百戶的村落。1841年5月27日，英軍與村民發生衝突。各鄉紳村民自動組織起來，集眾公盟，保衛家園，展開鬥爭。蕭岡鄉舉人何玉成，召來了南海、番禺、增城、各村團練丁壯來到護村，並攻打四方炮台。

#### 廣東城內人民反對英國人有進城權（1843年至1857年）
南京條約開放五口通商，英國人要求有進入廣東城內的權利。導致廣東城內紳士民眾一致堅決反對，表示倘夷入城，嗚鼓攻之。由於耆英的無能及恐英的態度，更加迫使廣東城內人民對滿清地方政府怒狠。他們曾嘯聚數千人．．．帶刀械，衝進知府衙門．．．火其署．．．等。
英國人進入省城後，建立教堂傳播天主教，由於與當地人信仰不同，時起衝突，教案結果多被認為偏袒教民一方。當時廣東人稱外來宗教的神職人員為神棍。掍本指權杖，即他們擁有特殊權力，杖勢興案。神棍一詞，最早可以追溯到明末的坊間小說。

#### 洪兵起義與五形洪拳
三合會是由幾個沿廣東東江至廣西西江一帶的社團組成，各個社團都習不同拳術。兩廣交界的肇慶欽州的老洪拳稱蛇形、東江的稱龍形、佛山的紅船稱鶴形和廣州的虎形和炮拳（豹形？）。三合會借陳享的功名在兩廣各地開設44所武館（廠）由不同家派拳術教頭授拳、同創五形拳及平拳等實際易學的拳術。

#### 火燒佛山瓊花會館（1854年）
鴉片戰爭失敗後，國人感覺到清朝積弱，多個洪門反清團體聯繫組合，演變成廣東著名的三合會。從而引起太平天國及大成國事件。當時的南方拳術，統稱為（老）洪拳，以（南）少林為號召。尊至善為祖師。演藝及有關工作人員來自廣東三江流域，帶來了不同拳種。不幸的是因為太平天國及大成國皆欲先侵佔廣州城失敗，使到葉名琛對洪門子弟大開殺戒。導致英法聯軍入侵廣州時，葉名琛亦不主張動用民間團練。

#### 英法聯軍佔領廣州（1857年12月-1861年10月21日）
英女皇派遣額爾金於1857年4月來香港聯合法軍發動佔領廣州戰爭，在12月中發動攻擊，由於葉名琛認為陸路該夷不敢上來，根本沒有防禦之打算。不理番禺南海各界招募鄉勇之議，導致廣州城迅速陷落。反而英軍沿途遭到各鄉勇自發抗戰。廣州於12月29日淪陷。英法成立委員會監督滿清官員柏貴復職。柏貴治理廣州期間，英軍曾搜查多處團練機構，此舉更加深了各鄉鎮洪門人士對清庭及英夷之不滿。
葉名琛被俘後被送至加爾各答，1859年4月9日不食而死。遺體後送返廣州。

#### 三合會時期 (1858年至1911年)
洪拳再次分流發展
太平天國及大成國失敗後，三合會再次分離、演變成多個社團及會黨。而拳術亦分流發展。
當時廣州的拳術主要為洪家拳。
佛山的拳術主要為蔡李佛和詠春拳。
詠春拳因與大成國李文茂有關，只能秘密傳授，非常低調。大成國入門拳為三拜佛；梁贊正名為小念頭、紅船永春則稱為小練頭。
周圍地區的拳術主要為陳享的分枝，屬花洪拳。拳種為花拳（前佛拳）、平拳（太平天國入門拳）、八卦拳等。
東江拳術，因源近福建，屬比較傳統的南拳、如五拳演變出來的五形拳。包括鶴形、龍形、花拳等。羅浮山（亦為廣東道教聖地-可以類比四川峨嵋山）是東江拳術的重要發源地。

#### 辛亥革命（1911） 南拳宣傳為少林拳
清末戊戌變法失敗後，革命黨人在南方活動，在大城市之報刊連載所謂少林故事，如在廣東佛山一帶流傳之少林五老及火燒少林寺等流傳；於宣統三年上海天鐸報所連載的少林宗法等等，在在發動武術界中人反清情緒，重溯明末洪門歷史，創造三合會之傳說歷史，做成現在武術界中將傳說當作歷史之現象。少林派從此出現。

## 福建南拳
參考白鶴拳及羅漢拳條目。

## 早期拳種
清末流行於福建及廣東的拳術有五，一郟西紅拳（達尊）、二戚氏長拳（太祖）、三行者（猴拳）、四羅漢拳（佛拳，花拳）、五鶴拳（三戰拳，五行拳）。 

### 長拳
亦稱太祖拳，傳說是宋太祖或明太祖所創。明朝操練兵員之拳法。
長拳歌訣「拳如流星、眼似電，腰如蛇行、步賽黏，精要充沛、氣要沉，力要順達、功要純。」；「動如濤、靜如嶽、起如猿、落如鵲、立如雞、站如松、轉如輪、折如弓、輕如葉、重如鐵、緩如鷹、快如風。」

古式以卅七勢為基本，每勢可以交錯連接，長練長有，故稱長拳。現已篇成固定套路，改變了原來本質。

明戚繼光時加上當時流行之拳術曾經加以改良。現時之長拳元素已經包括了紅、華、鉋、查等古拳術之精華。清末之前，沒有門派之稱；只稱『拳』。如太極拳、洪拳和詠春拳等。
- 勢
  - 大動作（包括身形活動）
  - 身形姿勢，有稱‘架’。或稱‘架勢’。
  - 明戚繼光卅二勢是指卅二組動作，勢是指一組動作。
  - 太極拳釋名中之勢，是指（八卦）八個方向，四正四隅（斜角）。（五）種有方向性之步法身法（行）動，即進步、退步、左顧、右盼及中定，稱五行。

- 招式
  - 小動作（原步，手部)

### 戚氏卅二勢長拳
從太祖長拳發展出來。
明朝戚家軍操練兵員比較高級之拳法。

由明朝戚繼光重新整理，每勢獨立練習，不作固定次序合成套路。

### 鉋捶
明末拳術，發展于清朝中葉。

### 三顫技法及五行手法
- 原為明朝戚繼光在福建操練兵員之初級技法，以散式練習，每一式動作都停頓一下及回應一聲呼叫，要求「三正」，意即头正、身正、步正。
- 後由台灣降將白戒傳入福建永春。再傳廣東佛山紅船後，有稱「小練」，要求三正。
- 鶴拳（清初福建拳術）有三顫技法及五行手法。三顫技法，主要練習膀臂顫抖所產生的勁道。
- 後發展成鳴鶴拳之母拳套三戰。視為拳母。三戰者：一精，二氣，三神也。後練手足相應．練時，頭頂提正，身手講究，步不丁不八。
- 以後衍生出唐手，沖繩及琉球拳術，空手道，三輾手。
- 以後南拳散式，多以「三正」为入門训练，因「三正为万法之始，入门之基」。

### 五拳
發展自鶴拳（清初福建拳術）的五行手法。以後演練成老洪拳（南少林獨有）之基本套路五形拳。可以用五種不同形態，如龍、蛇、虎、豹，鶴來演練。後來加上其他拳（法）衍生成單形，如龍形、鶴形、蛇形或混合形，如虎鶴和蛇鶴雙形等洪拳套路。原形取自白鶴拳的三顫手及五行手加上羅漢短打手法而串成的拳套。

#### 五行拳
最早見於福建白鶴拳之五行手法。形意拳加上五行拳為基本拳套，稱為形意母拳。可見五行拳是與五形拳是有淵源的。

### 大小紅拳
老洪拳之基本套路，後演變出佛拳及羅漢拳之套路，民國時被歸屬為（南）少林拳。

### 十八罗汉手、佛拳、花拳
主條目：少林拳

### 梅花拳
明朝雲貴西北境外大涼山少數民族傳出之拳術。
- 混合以上各拳種

衍生出各派少林南拳

## 拳術發展簡介
詳細發展歷史，請參看主條目「中國武術」
- 唐朝有少林寺僧兵，陝西拳術演生出紅拳。
- 唐朝武則天訂出武舉制度。宋，明，清亦從之。
- 宋朝發展出長拳。
- 明朝戚繼光在福建整理當時全國武術-今稱南少林拳，包括短打、彈腿及巴子拳。
  - 明末有五拳及華拳之名稱出現。
- 明末帶兵官陳王廷將南少林拳加入道教元素，吐納之法，陳氏長拳（包括炮捶，紅拳）仍屬剛拳。
- 清初有六合拳出現。
- 北京太極拳及南方佛山詠春拳相繼出現。
- 武當派之歷史形成。
- 清初，個別南少林拳種由全剛烈加入柔順元素（伍枚師太、方永春、嚴詠春-概念象徵）。
- 民國初年，出現很多新的門派，都說源出至善等少林五老。

## 南拳各大門派
廣東南拳
- 洪家拳
- 劉家拳
- 蔡家拳
- 李家拳
- 莫家拳
- 詠春拳
- 蔡李佛
- 蛇鹤詠春拳
- 永春拳
- 譚家三輾五形拳
- 竹林寺螳螂拳
- 南螳螂
- 黑虎門
- 朱家教
- 張禮泉白眉派
- 夏漢雄柔功門
- 龍形摩橋
- 虎鷹雙形拳
- 佛家拳
- 俠家拳
- 周家拳
- 南鷹爪
- 畫眉拳
- 蔡莫拳
- 羅山派

福建南拳
- 永春白鶴拳
- 太祖拳
- 五祖拳
- 狗拳
- 連城拳
- 香店法
- 龍尊拳

廣西南拳
- 周家拳
- 屠龍拳
- 小策打
- 白鶴朴水拳

湖北南拳
- 洪門拳
- 魚門拳
- 孫門拳
- 孔門拳

江西南拳
- 字門拳
- 法門拳
- 硬門拳
- 三十六路宋江拳

湖南南拳
- 巫家拳
- 薛家拳
- 岳家教

浙江南拳
- 黑虎拳
- 金剛拳

溫州南拳
- 四步拳
- 剛柔拳

云南南拳
- 邹家拳

四川南拳
- 方門